# Костычев, Сергей Павлович
Сергей Павлович Костычев (26 апреля [8 мая] 1877, Санкт-Петербург — 21 августа 1931, Алушта (Крым)) — российский и советский физиолог, биохимик и анатом растений, микробиолог. Академик Российской Академии наук (1923).

## Биография

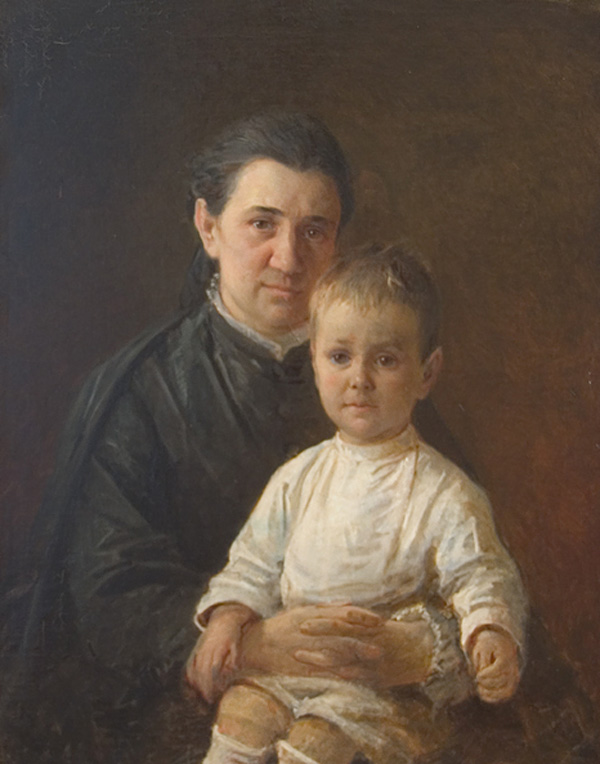
Сергей с матерью. портр. Н. Ге

Родился в семье П. А. Костычева (1845—1895) — профессора, агропочвоведа.
В восьмилетнем возрасте позировал И. Е. Репину для образа гимназиста на картине «Не ждали».
В 1900 году окончил физико-математический факультет Санкт-Петербургского университета (отделение естественных наук) и был оставлен для подготовки к профессорскому званию.
В 1901—1903 годах стажировался в Цюрихе и Гейдельберге у крупнейших биохимиков тех лет — Э. Шульце и А. Кесселя. После возвращения назначен ассистентом при кафедре ботаники Военно-медицинской академии, но продолжил научную работу на кафедре физиологии и анатомии растений Петербургского университета.
Темы диссертаций: магистерской — «Исследования над анаэробным дыханием растений» (1907), докторской — «Физиолого-химические исследования над дыханием растений» (1911). В них выдвинул свою теорию дыхания, доказав тесную связь между анаэробным и нормальным (кислородным или аэробным) дыханием у растений. Показал, что спиртовое брожение не является первой фазой дыхания (как считали до его работ), но оба эти процесса связаны общими промежуточными продуктами превращения углеводов.
Научные исследования Костычев сочетал с педагогической работой. В 1907 он стал приват-доцентом Петербургского университета (1907), а в 1910 г. был избран профессором ботаники и микробиологии в Петербургском технологическом институте и на Высших женских курсах. С 1916 зав. кафедрой физиологии и анатомии растений Петербургского университета.
С 1918 г. консультант отдела бактериологии Сельскохозяйственного Ученого комитета. После его преобразования в Государственный институт опытной агрономии заведовал отделом микробиологии. После реорганизации отдела во Всесоюзный институт сельскохозяйственной микробиологии ВАСХНИЛ (1930) назначен его директором.
2 декабря 1922 года был избран членом-корреспондентом Российской академии наук по отделению физико-математических наук (разряд — биологический).
Академик по отделению физико-математических наук (ботаника) — c 6 октября 1923 года.
Развивал евгенику; публиковался в «Известия. Бюро по евгенике» в 1925 году.

## Труды
- Исследования над анаэробным дыханием растений // Ботан. записки при Бот. саде СПб. ун-та. — 1907. — Вып. 25. — С. 1—162.
- Физиолого-химические исследования над дыханием растений // Труды СПб. о-ва естествоиспытателей Отдел ботаники. — 1911. — Т. 42, № 1. — С. 1—212.
- Исследования над фотосинтезом // Журнал Русского ботан. о-ва. — 1920 (1921). — Т. 5. — С. 50—71.
- Физиология растений (учебник для вузов). — Л.: Госиздат. — Ч. 1. — 1924; Ч. 2. — 1933.
  -  — 3-е изд., доп. — М.; Л., 1937. — 574 с.
- Избранные труды по физиологии и биохимии микроорганизмов. — М.: Изд-во АН СССР, 1956. — Т. 1—2.